# Bandeira de Rio Branco do Sul
A bandeira de Rio Branco do Sul é um dos símbolos oficiais do município brasileiro supracitado, localizado na região metropolitana de Curitiba no estado do Paraná.
É composta por um quadrilátero de 134 centímetros de largura por 80 centímetros de altura, formado por dois triângulos, medindo 98,65 centímetros de base por 55 centímetros de altura, intercalados por uma faixa branca, tendo ao centro o brasão municipal.